# Jerzy Bąbała
Jerzy Bąbała (ur. 3 maja 1909 we Lwowie, zm. 8 kwietnia 1943 na Majdanku) – polski polonista i slawista. Ukończył Gimnazjum Państwowe Męskie im. Jana Kochanowskiego w Radomiu, studiował na Uniwersytecie Warszawskim i Uniwersytecie Karola w Pradze i tu się doktoryzował. Jest autorem opracowania „Zagadnienia łącznego badania literatur słowiańskich” (1938) oraz wydanej drukiem pracy doktorskiej „Zygmunt Miłkowski a Słowiańszczyzna” (1939).
W 1931 wziął udział w Pierwszym Kongresie Naukowym Polskiej Młodzieży Akademickiej. W czasie okupacji uczył języka polskiego w I Miejskim Gimnazjum Mechanicznym im. Michała Konarskiego w Warszawie, był zaangażowany w prowadzenie tajnych wykładów. Został aresztowany przez Gestapo podczas wykładu filologii czeskiej. Trafił najpierw na Pawiak, a następnie 17 stycznia 1943 został przewieziony do obozu koncentracyjnego na Majdanku, gdzie zmarł na tyfus.
Profesor Juliusz Krzyżanowski określił Jerzego Bąbałę mianem „jednego z pionierów nowego ruchu naukowego”, a polski historyk literatury słowiańskiej Tadeusz Stanisław Grabowski stwierdził, że jego śmierć to „najdotkliwsza strata, jaką poniosła w ostatniej wojnie slawistyka polska na odcinku historii literatury”. Osoba Jerzego Bąbały pojawia się także kilkakrotnie we wspomnieniach chorwackiego pisarza, tłumacza i leksykografa Juljusza Benešicia „Osiem lat w Warszawie” jako „bardzo dobrze zapowiadający się slawista”.

## Publikacje
- Zagadnienie łącznego badania literatur słowiańskich (1938)[9]
- Zygmunt Miłkowski a Słowiańszczyzna (1939)[10], Zakłady Wydawnicze "M. Arct".